# Roy Roberts (chanteur)
Pour les articles homonymes, voir Roy Roberts et Roberts.
Roy Roberts, est un chanteur et guitariste de blues américain, né à Livingston, Tennessee, le 22 octobre 1942.

## Discographie
Albums
- 1994 - Introducing Roy Roberts (New Moon)
- 1995 - A woman needs love
- 1996 - Live !
- 1997 - Every Shade Of Blue
- 1999 - Deeper Shade Of Blue
- 2001 - Burnin' Love
- 2003 - Daylight With a Flashlight
- 2004 - Partners & Friends
- 2005 - The Best of Roy Roberts
- 2006 - Sicily Moon
- 2006 - Roy Roberts & Friends
- 2007 - Man with a Message (Gospel)
- 2008 - It's Only You